# Mirror Ball (Neil-Young-Album)
Mirror Ball ist ein Studioalbum von Neil Young, auf dem die Band Pearl Jam mitspielt. Es erschien im Juni 1995 bei Reprise Records. 1996 war es für den Grammy Award for Best Rock Album nominiert.

## Entstehung
Das Album wurde im Januar und Februar 1995 in den Bad Animals Studios in Seattle aufgenommen. Produzent war Brendan O’Brien, der bereits für die zwei vorhergehenden Pearl-Jam-Alben verantwortlich zeichnete. Das Album wurde in vier Tagen Studiozeit aufgenommen, einige Songs entstanden auch erst in dieser Zeit. Unter anderem Act of Love, das Young bereits im Januar live gespielt hatte, und Song X hatte Young bereits zuvor ausgearbeitet. Young sagte: “Recording Mirror Ball was like audio vérité, just a snapshot of what’s happening. Sometimes I didn’t know who was playing. I was just conscious of this big smouldering mass of sound.” („Mirror Ball aufzunehmen war wie Audio vérité, wie ein Schnappschuss von dem, was gerade passierte. Manchmal wusste ich nicht, wer gerade spielte. Ich war mir nur dieser großen, glühenden Soundmasse bewusst.“) Vedder war bei den Aufnahmen nicht besonders oft anwesend, da ihm zu jener Zeit Stalker folgten und er kaum das Haus verlassen konnte.
Die beiden Songs I Got Id und Long Road kamen als Outtakes nicht mit auf das Album. Sie wurden Ende 1995 auf der EP Merkin Ball von Pearl Jam veröffentlicht.

## Titelliste
1. Song X – 4:40
2. Act of Love – 4:54
3. I’m the Ocean – 7:05
4. Big Green Country – 5:08
5. Truth Be Known – 4:39
6. Downtown – 5:10
7. What Happened Yesterday – 0:46
8. Peace and Love – 7:02
9. Throw Your Hatred Down – 5:45
10. Scenery – 8:50
11. Fallen Angel – 1:15

Alle Stücke sind von Neil Young, außer Peace and Love von Neil Young und Eddie Vedder.

## Rezeption
William Ruhlmann von Allmusic schrieb, Neil Young habe Pearl Jam in ähnlicher Weise „benutzt“, wie schon seine Begleitband Crazy Horse, um Gefühl und Spontaneität zu transportieren. Pearl Jam bringe auch „beseelte Rhythmen und dichtes Gitarrenspiel“ mit ein. Die Mischung sei „immer interessant“, wenn auch textlich bisweilen nichts neues geboten werde. Er vergab drei von fünf Sternen. Robert Christgau widmete dem Album nur einen Satz: “Baby, he was born to lumber – and Pearl Jam wasn’t.” („Er wurde zum Dahinrumpeln geboren – und Pearl Jam nicht.“) Im Intro schrieb der Rezensent, Young hätte die Platte auch ohne Pearl Jam gemacht, aber sie wäre wohl „nicht so gut geworden“. Mit Blick auf den Tod von Kurt Cobain lautete das Fazit: „Hier haben zwei Generationen, denen man einen Propheten genommen hat, einen Weg gefunden in seinem Geiste miteinander zu rocken.“

## Kommerzieller Erfolg

### Chartplatzierungen
Mirror Ball avancierte zum Top-10-Erfolg in Norwegen (Rang 2), Schweden (Rang 3), Australien und dem Vereinigten Königreich (je Rang 4), den Vereinigten Staaten (Rang 5), Deutschland (Rang 8) sowie Neuseeland (Rang 10).
| ChartsChartplatzierungen       | Höchstplatzierung | Wochen |
| ------------------------------ | ----------------- | ------ |
| Deutschland (GfK)              | 8 (19 Wo.)        | 19     |
| Österreich (Ö3)                | 15 (15 Wo.)       | 15     |
| Schweiz (IFPI)                 | 24 (11 Wo.)       | 11     |
| Vereinigte Staaten (Billboard) | 5 (13 Wo.)        | 13     |
| Vereinigtes Königreich (OCC)   | 4 (9 Wo.)         | 9      |

| ChartsJahrescharts (1995) | Platzierung |
| ------------------------- | ----------- |
| Deutschland (GfK)         | 48          |

### Auszeichnungen für Musikverkäufe
| Land/Region                  | Auszeichnungen für Musikverkäufe (Land/Region, Auszeichnung, Verkäufe) | Verkäufe |
| ---------------------------- | ---------------------------------------------------------------------- | -------- |
| Vereinigte Staaten (RIAA)    | Gold                                                                   | 500.000  |
| Vereinigtes Königreich (BPI) | Silber                                                                 | 60.000   |
| Insgesamt                    | 1× Silber · 1× Gold ·                                                  | 560.000  |

Hauptartikel: Neil Young/Auszeichnungen für Musikverkäufe